# Шойхет, Исай Борисович
Исай Борисович Шойхет (21 октября 1913 — 1986) — советский театральный актёр и режиссёр, народный артист РСФСР.

## Биография
Исай Борисович Шойхет родился 21 октября 1913 года. В 1936 году окончил театральное училище в Ленинграде.
В 1936 году стал одним из основателей Драматического театра Северного флота в Мурманске, был его первым художественным руководителем. В 1936—1941 годах служил актёром и режиссёром. Участвовал в Великой Отечественной войне.
С 1945 года работал режиссёром Вышневолоцкого драматического театра в Вышнем Волочке Калининской области, а с 1947 года — режиссёром Кировского драматического театра.
Вернувшись в Мурманск в 1949—1968 и 1978—1980 годах был главным режиссёром Драматического театра Северного флота.
Был главным режиссёром театра Группы Советских войск в Германии и главным режиссёром Театра-студии киноактёра киностудии «Ленфильм». Поставил десятки спектаклей, получивших общественное признание в СССР и за рубежом.
В 1973—1974 годах преподавал в ЛГИТМиКе режиссуру и актёрское мастерство.
Умер в 1986 года, похоронен на Серафимовском кладбище в Ленинграде.
Дочь — Ида Исаевна Середнякова (род. 1937), доцент кафедры русского языка и педагогики Санкт-Петербургского государственного лесотехнического университета.

## Награды и премии
- Заслуженный артист РСФСР (13.03.1951).
- Заслуженный деятель искусств РСФСР (21.02.1958).
- Народный артист РСФСР (16.12.1966).

## Работы в театре

### Театр Северного флота
- «Мещане» М. Горького
- «За вторым фронтом» В. Собко
- «Макар Дубрава» А. Корнейчука

### Кировский драматический театр
- «Молодая гвардия» пьеса Анатолия Алексина по роману Александра Фадеева(1947)